# Jean-Paul Spesoller de Latour
Répertoire
Voir la liste des rôles créés
Jean-Paul Spesoller de Latour est un artiste lyrique français né avant 1724 et mort à Paris le 12 ou le 24 juin 1789. Il est membre pendant une quinzaine d'années, autour de la moitié du XVIIIe siècle, de la troupe de l'Académie royale de musique où il chante les rôles de ténor et de haute-contre.

## Biographie
Jean-Paul Spesoller, naît avant 1724, probablement en Occitanie, d'un couple d'origine belge. Il a deux sœurs et un frère, ce dernier est né à Carcassonne. Généralement connu simplement comme de Latour, de La Tour, ou Delatour, il a en quelque sorte, au terme de sa vie, « anobli » son nom patronymique en lui adjoignant son nom d'artiste comme il ressort des documents officiels dans lesquels il est nommé Jean-Paul Spesoller de Latour. 
Pendant plus de deux siècles, on sait très peu de choses sur sa vie en dehors de l'Opéra de Paris : jusque dans les années 2010 les sources ne rapportent, diversement recomposé, que le nom de scène qui figure dans les actes de l'Académie royale de musique, sans pouvoir se référer à un prénom ou à un nom de famille établi. Seul Théodore Lajarte, dans le chapitre sur l'œuvre de Jean-Joseph Cassanéa de Mondonville Daphnis et Alcimadure, lui attribue une origine gasconne, tandis qu'Émile Campardon rapporte la copie d'un procès, datant du 29 mai 1744, intenté contre Latour pour avoir insulté et menacé en public, de la paume de la main sur la garde de son épée, un gentilhomme « secrétaire du roi », accusé d'avoir critiqué ses apparitions à l'Opéra. Quant aux événements qui ont suivi sa retraite de la scène, on savait seulement qu'il devait encore être vivant en 1786 car il figure sur une liste des pensionnaires du roi relative à cette année. Tant Arthur Pougin  qu'Émile Campardon rapportent des vers dédiés à Latour comme ce quatrain donné par le second, composé par un poète peu touché par les faveurs d'Euterpe ou de Calliope : « Latour, sur la scène lyrique / Jamais acteur ne mit plus d'art, plus d'action ; / Tu joins surtout dans le comique / Les grâces de Momus à la voix d'Amphion. ». Les récentes recherches menées par Sylvie Bouissou et la numérisation des sources d'archives, en particulier le Registre des tutelles mis en ligne dans le cadre du projet « Familles parisiennes » permettent d'éclairer quelque peu la vie de l'artiste.
On ne sait rien de sa formation musicale avant son engagement en 1742 dans la troupe de l'Académie royale de musique comme haute-contre soliste avec pour mission de servir de suppléant au premier ténor Pierre de Jélyotte, lequel a déjà un suppléant en la personne de Jean-Antoine Bérard (de) en fonction depuis 1737. Il avait notamment pour tâche de soutenir les parties secondaires dans les reprises des œuvres du répertoire et peut-être aussi dans les créations. Le premier rôle à part entière qui lui est confié semble avoir été celui d'un astrologue dans la comédie-ballet La Princesse de Navarre de Rameau et Voltaire, joué à Versailles en février 1745, suivi par celui de Thespis dans le prologue du ballet-bouffon Platée du même Rameau, toujours exécuté à la cour fin mars de la même année. Dans ce dernier, le rôle grotesque de la nymphe des marais amoureuse, protagoniste du ballet, était confié, en travesti, au premier ténor Jélyotte. Contrairement à ce qui se faisait habituellement, aucune de ces deux œuvres ne fut immédiatement reprise au Palais-Royal où l'Académie proposait ses productions au public parisien. En outre, La Princesse de Navarre a vu les débuts en salles d'une quatrième haute-contre, François Poirier, de la Musique du Roi (nl), destiné d'abord à rejoindre Latour comme « seconde partie », puis à devenir premier ténor pendant quelques années après la retraite de Jélyotte. Platée, en revanche, signa les adieux de Bérard à la compagnie, peut-être agacé par la surabondance désormais évidente de ténors, qui partit sans même avoir acquis le droit à une pension.
La carrière de Latour se poursuit sans heurts pendant quelques années avec les engagements habituels de second rôle, tant principalement dans des exécutions du répertoire que dans la création d'œuvres nouvelles (de Rameau, de Jean-Marie Leclair, de Joseph Bodin de Boismortier, etc.), jusqu'à ce qu'en février 1749 la direction de l'Académie décide de présenter à nouveau Platée devant le public parisien, dans une version revue et corrigée par Rameau avec le soutien du librettiste Sylvain Ballot de Sauvot. Contrairement aux habitudes de l'Opéra, tous les chanteurs ne conservent pas cette fois les rôles qui leur sont initialement assignés : pour des raisons inconnues, Jélyotte n'y participe pas et Latour est promu à sa place au rôle-titre tandis que Poirier reprend les rôles joués en 1745 par Latour et Bérard. Le succès de l'ouvrage est retentissant, tant auprès du public que des connoisseurs. Pour faire face à l'afflux extraordinaire de spectateurs, le ballet bouffon est donné sept fois dans les dix premiers jours, puis joué encore six fois pendant le Carême. Il est ensuite repris en 1750 et, avec beaucoup moins de succès, en 1754, avec à nouveau Latour comme protagoniste,,. En termes de réception critique, le jugement le plus sensationnel est celui exprimé par Jean-Jacques Rousseau, qui ne péchait certainement pas par bienveillance envers Rameau. Dans une lettre à Friedrich Melchior Grimm, qui avait été contesté pour avoir défini la musique de Platée comme « sublime », il invite sarcastiquement l'homme de lettres à accepter la critique et à définir plutôt l'œuvre comme « divine », sans toutefois jamais regretter d'avoir considéré Platée comme « le chef-d'œuvre de M. Rameau ». Pour Latour, c'est le coup d'envoi de sa carrière. Pierre-Louis d'Aquin écrit encore : « M. De la Tour doit occuper une place parmi les gens à talens : après avoir doublé M. Geliote, on l'a vu primer dans l'Opéra Platée du grand Rameau, il seroit difficile de rendre ce Rôle avec plus de gayeté & de plaisanterie ». C'est en effet un rôle, même vocalement, loin d'être facile : selon Rodolfo Celletti, c'est en fait la partie à la tessiture la plus aiguë jamais écrite par Rameau pour la voix de haute-contre. Elle atteint, en termes de diapason moderne, le do4.
Étant donné sa facilité dans la comédie, on lui confie surtout par la suite des rôles légers, comme celui du professeur de folie dans la reprise du Carnaval et la Folie d'André Cardinal Destouches, ou des rôles de buffo travesti, comme Nérine dans Les Fêtes vénitiennes d'André Campra ou Bélise dans Les Fêtes de Thalie de Jean-Joseph Mouret, jusqu'à ce rôle en octobre 1754 qui s'avère être le deuxième plus grand succès de sa carrière. Nous sommes à la fin de la Querelle des Bouffons, la controverse historique qui oppose les partisans de la musique italienne en France, dans la tradition de l'opera buffa, aux partisans de la musique française, dans la tradition de la tragédie lyrique. Mondonville soutient le parti français dont il est devenu une sorte de porte-drapeau après le succès, en 1753, de son Titon et l'Aurore. Pour asseoir sa primauté, « il a l'ingénieuse idée d'écrire un opéra — paroles et musique — dans le dialecte de son pays, le Languedoc, qui, pour la douceur et la sonorité, a quelque analogie avec l'italien comme langue musicale ». Pour produire une œuvre en languedocien il faut cependant des chanteurs du sud de la France qui parlent, sinon précisément ce dialecte, du moins l'un des autres idiomes vernaculaires dérivés de la langue d'oc. Les personnages du livret, au nombre de trois sont confiés au premier ténor Jélyotte, originaire du Béarn, à la prima donna Marie Fel, gasconne de Bordeaux et à Latour, venu du sud, probablement de la région de Carcassonne. La « pastorale languedocienne » en trois actes, Daphnis et Alcimadure, créée les 24 octobre et 5 novembre 1754 au château de Fontainebleau, en présence du roi Louis XV et de sa cour, remporte un franc succès : le duo du dernier acte est bissé. La première représentation publique est donnée au théâtre du Palais-Royal le 29 décembre 1754, date à laquelle, selon Spire Pitou, est ajouté le prologue en français,. Le succès, même au niveau public, est considérable : l'œuvre continue de tourner dans le sud de la France jusqu'à la veille de la Révolution, fait l'objet de nombreuses parodies, est reprise à la cour et traduite (avec peu de succès) en français lorsque les chanteurs de langue occitane ne sont plus disponibles à l'Opéra. Le personnage attribué à Latour, Janet, le frère rusé et quelque peu vantard d'Alcimadure, a une importance musicale et dramatique égale, sinon supérieure, à celle des deux amants protagonistes, et vaut au chanteur la franche appréciation du public et de la critique : la critique de l'opéra qui paraît dans le Mercure de France au lendemain de la première parisienne, mentionne deux fois « Delatour », reconnaît que le rôle comique qui lui est confié est « fort bien chanté » et le mentionne en premier dans la liste des interprètes.
Cependant, la carrière de Latour touchait à sa fin. Bouissou fait référence à un épisode qui a lieu en 1753, lorsque, à l'occasion d'une reprise des Fêtes de Polymnie de Rameau, le ténor refuse de prendre la relève de Poirier dans les personnages d'Alcide et d'Antiochus (ainsi que de tenir son rôle de chef des Arts), s'attirant une réprimande menaçante de la part de la direction de l'Opéra. Sachant que les personnages d'Alcide et d'Antiochus avaient été créés par Jélyotte, il s'agissait peut-être en effet d'un ressentiment de Latour de se voir placé en deuxième ligne derrière Poirier en remplacement du premier ténor, qui était sur le point de prendre sa retraite (survenue plus tard en 1755). Le fait est que, sur la base des données fournies par Sylvie Bouissou, Janet apparaît comme le dernier rôle tenu en titre par Latour, qui, en août 1756, termine sa carrière scénique en assumant le rôle principal d'Almanzor dans une reprise de Zaïde, reine de Grenade (en) de Pancrace Royer. Dans le même temps, il devient membre de la Musique du Roi (nl) et, à partir de 1757, reçoit une pension annuelle de mille lires, un montant toutefois inférieur à celui qu'il avait atteint grâce à ses états de service. Après quoi son nom disparaît définitivement des chroniques.
Selon le Registre des tutelles du 15 au 30 juillet 1790, Jean-Paul Spesoller de Latour meurt à Paris le 12 ou le 24 juin 1789.

## Rôles créés
Le tableau suivant donne les rôles créés par de Latour dans les œuvres listées.
| Personnage                                    | Œuvre                              | Auteur                                       | Année |
| --------------------------------------------- | ---------------------------------- | -------------------------------------------- | ----- |
| Un astrologue                                 | La Princesse de Navarre            | Voltaire et Jean-Philippe Rameau             | 1745  |
| Thespis                                       | Platée (première version)          | Rameau                                       | 1745  |
| Le chef des Arts                              | Les Fêtes de Polymnie              | Rameau                                       | 1745  |
| Un berger/l'un des Rois vaincus               | Le Temple de la Gloire             | Rameau                                       | 1745  |
| Apollon/le ministre du Destin                 | Jupiter vainqueur des Titans       | François Colin de Blamont et Bernard de Bury | 1745  |
| Un berger                                     | Scylla et Glaucus                  | Jean-Marie Leclair                           | 1746  |
| Agéris                                        | Les Fêtes de l'Hymen et de l'Amour | Rameau                                       | 1747  |
| Un Plaisir/un berger                          | Daphnis et Chloé                   | Joseph Bodin de Boismortier                  | 1747  |
| Platée (travesti)                             | Platée (seconde version)           | Rameau                                       | 1749  |
| Neptune (dans le Prologue)                    | Naïs                               | Rameau                                       | 1749  |
| Un disciple d'Euterpe                         | Le Carnaval du Parnasse            | Jean-Joseph Cassanéa de Mondonville          | 1749  |
| Troisième Furie (travesti)/la voix de la nuée | Zoroastre                          | Rameau                                       | 1749  |
| Un berger                                     | Acanthe et Céphise                 | Rameau                                       | 1751  |
| Janet                                         | Daphnis et Alcimadure              | Cassanea de Mondonville                      | 1754  |